# موتور حمزه اشرف‌زاده
موتور حمزه اشرف‌زاده یک منطقهٔ مسکونی در ایران است که در دهستان ارزوئیه واقع شده‌است. موتور حمزه اشرف‌زاده ۵۴ نفر جمعیت دارد.